# أذينة هلالية الأوراق
أذينة هلالية الأوراق (الاسم العلمي: Phlomis lunariifolia) هو نوع نباتي يتبع جنس الأذينة من الفصيلة الشفوية.